# Charles-Louis Loys de Cheseaux

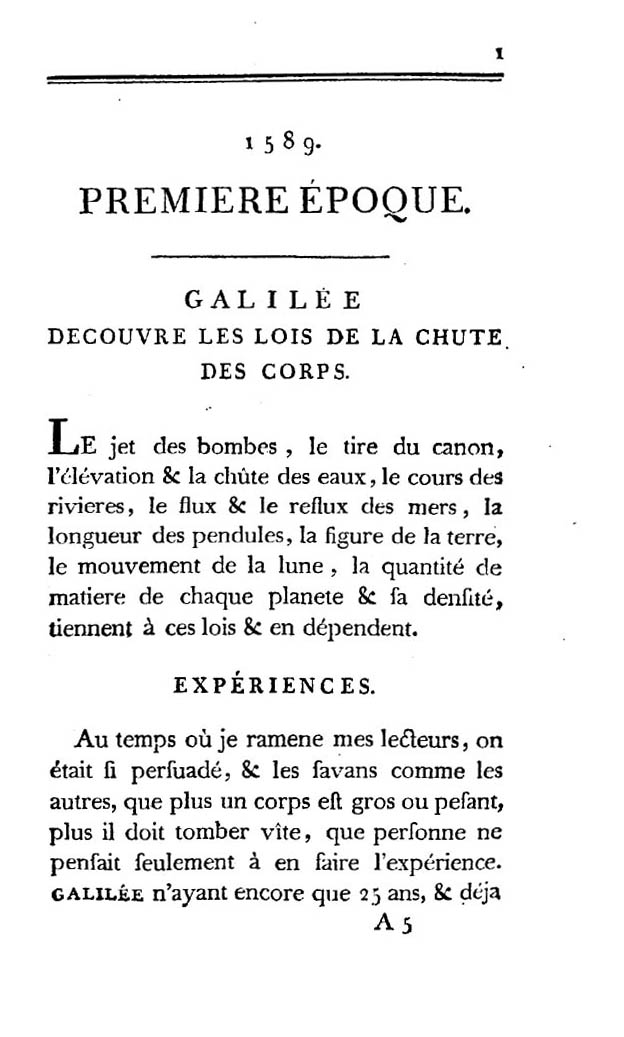
Primeira página de Abrégé chronologique pour servir a l'histoire de la physique jusqu'a nos jours, 1786

Charles-Louis Loys de Cheseaux (Lausana, 22 de março de 1730 — Lausana, 29 de agosto de 1789) foi um historiador da física suíço.

## Obras
- Discours philosophique sur la physique et l'histoire naturelle (em francês). Lausana: Antoine Chapuis. 1762
- Abrégé chronologique pour servir a l'histoire de la physique jusqu'a nos jours (em francês). 1. Estrasburgo: P. J. Dannbach. 1786
- Abrégé chronologique pour servir a l'histoire de la physique jusqu'a nos jours (em francês). 2. Estrasburgo: P. J. Dannbach. 1787
- Abrégé chronologique pour servir a l'histoire de la physique jusqu'a nos jours (em francês). 3. Estrasburgo: P. J. Dannbach. 1789
- Abrégé chronologique pour servir a l'histoire de la physique jusqu'a nos jours (em francês). 4. Estrasburgo: P. J. Dannbach. 1789